# Distretto di Mazouna
Il distretto di Mazouna è un distretto della Provincia di Relizane, in Algeria.

## Comuni
Il distretto comprende 2 comuni:
- Mazouna
- El Guettar